# Liste der Präsidenten Chiles

Standarte des Chilenischen Präsidenten

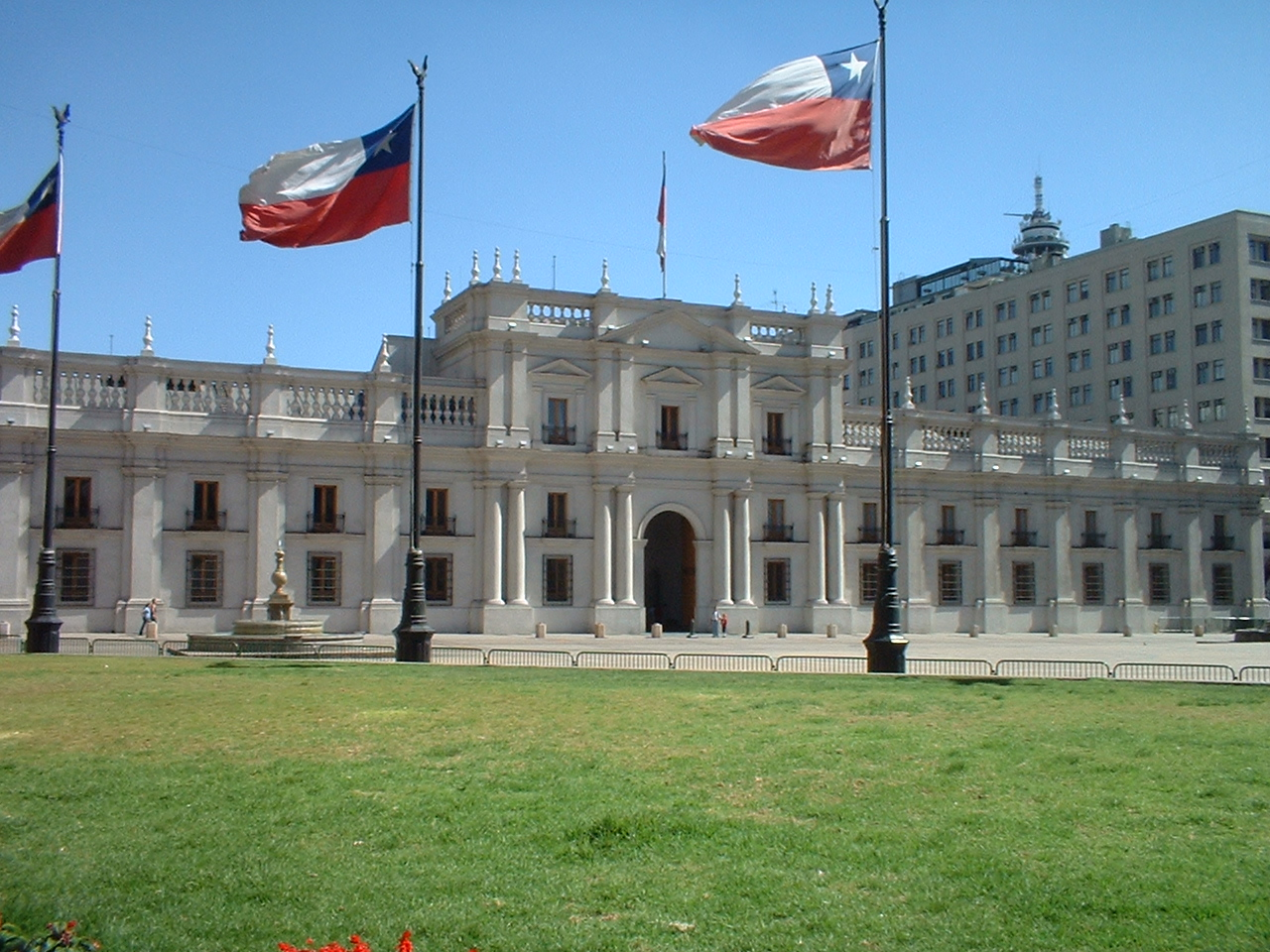
Sitz des Chilenischen Präsidenten:
„La Moneda“

Liste der Präsidenten Chiles seit der Unabhängigkeit des Landes:
Chile ist seit seiner Unabhängigkeit eine Republik. In den Jahren bis 1826 wurde es zeitweise von einem kollektiven Regierungsrat (Junta de Gobierno) regiert, zeitweise hatte es einen Director Supremo als Staatsoberhaupt. Seit 1826 ist das Staatsoberhaupt der Präsident der Republik (Presidente de la República). 1891 bis 1925 bestand ein parlamentarisches Regierungssystem, davor und seitdem ein Präsidialsystem.
| Amtszeit  | Name | Partei                                                                    |
| --------- | --- | ------------------------------------------------------------------------- |
| 1810–1811 | Mateo de Toro Zambrano y Ureta (als Präsident der Ersten Regierungsjunta)                                                                  |                                                                           |
| 1811      | Juan Martínez de Rozas (als Präsident der Ersten Regierungsjunta)                                                                          |                                                                           |
| 1811–1814 | José Miguel Carrera (Director Supremo, interimistisch)                                                                                     |                                                                           |
| 1814      | Francisco de la Lastra (Director Supremo)                                                                                                  |                                                                           |
| 1814–1817 | Spanische Besatzung unter Gouverneur Casimiro Marcó del Pont                                                                               |                                                                           |
| 1817–1823 | Bernardo O’Higgins (Director Supremo) |                                                                           |
| 1823      | Agustín Eyzaguirre (Director Supremo) |                                                                           |
| 1823      | - Juan Egaña Risco - Manuel Fernando Vásquez de Novoa y López de Artigas - Manuel Antonio González Valenzuela (Bevollmächtigter Kongress)  |                                                                           |
| 1823      | Ramón Freire y Serrano (Director Supremo)                                                                                                  | liberaler Föderalist                                                      |
| 1823      | - Mariano Egaña Fabres - Santiago Fernández y González Barriga - Diego José Benavente y García de Bustamante (Oberste Junta der Diputados) | Föderalisten (Vertreter der Provinzen)                                    |
| 1823–1826 | Ramón Freire y Serrano (Director Supremo)                                                                                                  | liberaler Föderalist                                                      |
| 1826      | Manuel Blanco Encalada |                                                                           |
| 1826–1827 | Agustín Eyzaguirre (amtierend) |                                                                           |
| 1827      | Ramón Freire y Serrano | liberaler Föderalist                                                      |
| 1827–1829 | Francisco Antonio Pinto Díaz | liberaler Föderalist                                                      |
| 1829      | Francisco Ramón Vicuña Larraín (kommissarisch)                                                                                             | liberaler Föderalist                                                      |
| 1830      | Francisco Ruiz Tagle (kommissarisch) | konservativer Zentralist                                                  |
| 1830–1831 | José Tomás Ovalle (interimistisch) | konservativer Zentralist                                                  |
| 1831      | Fernando Errázuriz Aldunate (kommissarisch)                                                                                                | konservativer Zentralist                                                  |
| 1831–1841 | José Joaquín Prieto Vial | konservativer Zentralist                                                  |
| 1841–1851 | Manuel Bulnes Prieto | konservativer Zentralist                                                  |
| 1851–1861 | Manuel Montt Torres |                                                                           |
| 1861–1871 | José Joaquín Pérez Mascayano |                                                                           |
| 1871–1876 | Federico Errázuriz Zañartu | Liberale Allianz                                                          |
| 1876–1881 | Aníbal Pinto Garmendia | Liberale Allianz                                                          |
| 1881–1886 | Domingo Santa María González | Radikale Partei                                                           |
| 1886–1891 | José Manuel Balmaceda | Liberale Allianz                                                          |
| 1891–1896 | Jorge Montt Álvarez | Liberale Allianz                                                          |
| 1896–1901 | Federico Errázuriz Echaurren | Konservative Coalición                                                    |
| 1901      | Aníbal Zañartu (kommissarisch) | Liberale Allianz                                                          |
| 1901–1906 | Germán Riesco Errázuriz | Liberale Allianz                                                          |
| 1906–1910 | Pedro Montt Montt | Konservative Coalición                                                    |
| 1910      | Elías Fernández Albano (kommissarisch) |                                                                           |
| 1910      | Emiliano Figueroa Larraín (kommissarisch)                                                                                                  |                                                                           |
| 1910–1915 | Ramón Barros Luco |                                                                           |
| 1915–1920 | Juan Luis Sanfuentes Andonaegui | Konservative Coalición                                                    |
| 1920–1924 | Arturo Alessandri Palma | Liberale Partei                                                           |
| 1924–1925 | Luis Altamirano (kommissarisch) |                                                                           |
| 1925      | Arturo Alessandri Palma | Liberale Partei                                                           |
| 1925      | Luis Barros Borgoño (kommissarisch) |                                                                           |
| 1925–1927 | Emiliano Figueroa Larraín |                                                                           |
| 1927–1931 | Carlos Ibáñez del Campo |                                                                           |
| 1931      | Pedro Opazo (kommissarisch) |                                                                           |
| 1931      | Manuel Trucco (kommissarisch) |                                                                           |
| 1931–1932 | Juan Esteban Montero Rodríguez | Radikale Partei                                                           |
| 1932      | Carlos Dávila Espinoza (kommissarisch) |                                                                           |
| 1932      | Bartolomeo Blanche Espejo (kommissarisch)                                                                                                  |                                                                           |
| 1932      | Abraham Oyanedel Urrutia (kommissarisch)                                                                                                   |                                                                           |
| 1932–1938 | Arturo Alessandri Palma | Liberale Partei                                                           |
| 1938–1941 | Pedro Aguirre Cerda | Radikale Partei                                                           |
| 1941–1942 | Jerónimo Méndez (interimistisch) |                                                                           |
| 1942–1946 | Juan Antonio Ríos Morales | Radikale Partei                                                           |
| 1946      | Alfredo Duhalde (kommissarisch) |                                                                           |
| 1946–1952 | Gabriel González Videla | Radikale Partei                                                           |
| 1952–1958 | Carlos Ibáñez del Campo |                                                                           |
| 1958–1964 | Jorge Alessandri Rodríguez | Konservative Partei                                                       |
| 1964–1970 | Eduardo Frei Montalva | Christlich-Demokratische Partei (PDC)                                     |
| 1970–1973 | Salvador Allende Gossens | Sozialistische Partei (Wahlbündnis Unidad Popular)                        |
| 1974–1990 | Augusto Pinochet Ugarte (wurde bei seinem Tod nicht als früherer Präsident geehrt, sondern nur als Oberbefehlshaber der Streitkräfte)      | durch Militärputsch in die Regentschaft gelangt                           |
| 1990–1994 | Patricio Aylwin Azócar | Christlich-Demokratische Partei (demokratisches Wahlbündnis Concertación) |
| 1994–2000 | Eduardo Frei Ruiz-Tagle | Christlich-Demokratische Partei (demokratisches Wahlbündnis Concertación) |
| 2000–2006 | Ricardo Lagos Escobar | Partei für die Demokratie (demokratisches Wahlbündnis Concertación)       |
| 2006–2010 | Michelle Bachelet | Sozialistische Partei (demokratisches Wahlbündnis Concertación)           |
| 2010–2014 | Sebastián Piñera | Nationale Erneuerung (konservatives Wahlbündnis Chile Vamos)              |
| 2014–2018 | Michelle Bachelet | Sozialistische Partei (sozialdemokratisches Wahlbündnis Nueva Mayoría)    |
| 2018–2022 | Sebastián Piñera | unabhängig (konservatives Wahlbündnis Chile Vamos)                        |
| seit 2022 | Gabriel Boric | Soziale Konvergenz (linkes Wahlbündnis Apruebo Dignidad)                  |